# Kwaidan, czyli opowieści niesamowite
Kwaidan, czyli opowieści niesamowite (jap. 怪談 Kaidan) – japoński horror z 1964 roku w reżyserii Masakiego Kobayashiego.

## Fabuła
Cztery historie zaczerpnięte z japońskiego folkloru, gdzie o los ludzi walczą duchy, zjawy i upiory. 

## Obsada

### Czarne włosy
- Rentarō Mikuni jako samuraj
- Michiyo Aratama jako pierwsza żona samuraja
- Misako Watanabe jako druga żona samuraja

### Kobieta śniegu
- Tatsuya Nakadai jako Minokichi
- Keiko Kishi jako Yuki

### Hōichi bez uszu
- Katsuo Nakamura jako Hōichi
- Tetsurō Tamba jako wojownik
- Takashi Shimura jako przeor klasztoru

### W miseczce herbaty
- Osamu Takizawa jako autor / narrator
- Ganjirō Nakamura jako wydawca
- Kanemon Nakamura jako Kannai
- Noboru Nakaya jako Shikibu Heinai
- Kei Satō jako duch samuraja

Źródło:

## Odbiór
Bolesław Michałek na łamach „Filmu” dał filmowi pozytywną ocenę wskazując, że mimo tematyki o duchach przedstawione historie są „cudownie naturalne, wiarygodne, oczywiste” i za sprawą realizacji Masakiego Kobayashiego film jest poetycki i tym samym wyróżniający się na tle ówczesnych filmów.

## Nagrody
Srebrna Palma na Festiwalu Filmowym w Cannes